# تورجنون
تورجنون ( Valdôtain : Torgnòn ؛ Issime Walser : Tornjunh ) هي بلدة ومدينة في منطقة وادي أوستا و الواقعة شمال غرب إيطاليا .